# Lubow Szmatko
Lubow Dmytriwna Szmatko, ukr. Любов Дмитрівна Шматко (ur. 25 października 1993 we wsi Kałyniwka rejonu jełaneckiego w obwodzie mikołajowskim) – ukraińska piłkarka, grająca na pozycji obrońcy w klubie Galatasaray SK, reprezentantka Ukrainy.

## Kariera piłkarska

### Kariera klubowa
W wieku 14 lat wraz z siostrą wstąpiła do Internatu Sportowego w Czernihowie. Szkoliła się w Szkole Sportowej Spartak w Czernihowie. W 2010 roku rozpoczęła karierę piłkarską w ówczesnej najlepszej ukraińskiej drużynie Łehenda-SzWSM Czernihów. W 2017 wyjechała do Białorusi, gdzie broniła barw FK Mińsk. W marcu 2021 roku wróciła do Ukrainy, gdzie zasiliła skład drużyny Żytłobud-1 Charków. Na początku 2022 roku po inwazji Rosji na Ukrainę wyjechała do Turcji, gdzie została zawodniczką Ankara BB Fomget GS. Latem 2023 przeniosła się do Galatasaray SK.

### Kariera reprezentacyjna
W 2011 roku rozegrała 3 mecze w juniorskiej reprezentacji Ukrainy WU-19.
19 października 2016 zadebiutowała w narodowej kadrze Ukrainy w przegranym 0:4 meczu towarzyskim przeciwko Węgier.

## Sukcesy i odznaczenia

### Sukcesy piłkarskie
Łehenda-SzWSM Czernihów
- mistrz Ukrainy (2): 2009, 2010
- wicemistrz Ukrainy (3): 2011, 2013, 2015
- brązowa medalistka mistrzostw Ukrainy (2): 2014, 2016
- zdobywca Pucharu Ukrainy (2): 2009
- finalistka Pucharu Ukrainy (5): 2011, 2013, 2014, 2015, 2016

FK Mińsk
- mistrz Ligi Bałtyckiej (1): 2018
- mistrz Białorusi (3): 2017, 2018, 2019
- zdobywca Pucharu Białorusi (3): 2017, 2018, 2019
- zdobywca Superpucharu Białorusi (2): 2018, 2019
- finalistka Superpucharu Białorusi (1): 2017

Żytłobud-1 Charków
- mistrz Ukrainy (1): 2020/21